# Раяк
Рая́к (араб. رياق) — місто в центральному Лівані, розташоване неподалік від Захле. Населення міста становить 16 000 осіб, це восьме місто в Лівані за кількістю населення.

## Короткий опис
Більшість населення становлять прибічники Мелькітської греко-католицької церкви. У місті є лікарня, школи та військовий аеродром «Rayak Air Base» (Код ICAO: OLRA).

## Історія
У XIX — на початку XX століття Раяк був важливим залізничним вузлом, що поєднував Дамаск, Алеппо та Бейрут. Тут закінчувалася звичайна колія, що вела з Алеппо, й починалася колія Ліванської залізниці шириною 1050 мм, тож всі товари треба було перевантажувати в інші вагони. Так само й пасажири пересідали до інших потягів. Ліванська залізниця почала діяти з 1895 року, сполучення Раяк-Алеппо було введене в експлуатацію з 1906 року. В Алеппо можна було пересісти на Багдадську залізницю. Ліванська залізниця була зруйнована з ліванського боку під час громадянської війни 1975—1990 років.
У квітні 2005 року з Раяку було виведено сирійські війська, які дислокувалися тут з 1976 року. Це були останні загони сирійської армії, які покинули Ліван.
Під час Лівано-ізраїльської війни 2006 року Раяк був бомбардований ізраїльською авіацією.
На півночі Раяка було знайдено поселення культури пастушого неоліту, 1965 року тут проводили розкопки Лоррен Копеллан та Френк Скілз.

## Клімат
Місто знаходиться у зоні, котра характеризується середземноморським кліматом. Найтепліший місяць — серпень із середньою температурою 25.6 °C (78 °F). Найхолодніший місяць — січень, із середньою температурою 5 °С (41 °F).
| Клімат Раяка            | Клімат Раяка | Клімат Раяка | Клімат Раяка | Клімат Раяка | Клімат Раяка | Клімат Раяка | Клімат Раяка | Клімат Раяка | Клімат Раяка | Клімат Раяка | Клімат Раяка | Клімат Раяка | Клімат Раяка |
| Показник                | Січ.         | Лют.         | Бер.         | Квіт.        | Трав.        | Черв.        | Лип.         | Серп.        | Вер.         | Жовт.        | Лист.        | Груд.        | Рік          |
| Абсолютний максимум, °C | 21           | 20           | 25           | 30           | 32           | 37           | 38           | 42           | 36           | 32           | 27           | 17           | 42           |
| Середній максимум, °C   | 10           | 10           | 13           | 19           | 24           | 30           | 32           | 34           | 29           | 24           | 21           | 12           | 22           |
| Середня температура, °C | 5            | 5            | 7            | 12           | 17           | 21           | 24           | 25           | 20           | 16           | 13           | 7            | 15           |
| Середній мінімум, °C    | 0            | 1            | 2            | 6            | 10           | 12           | 17           | 17           | 12           | 8            | 5            | 2            | 8            |
| Абсолютний мінімум, °C  | −7           | −6           | −3           | −1           | 3            | 7            | 8            | 11           | 7            | 2            | −2           | −3           | −7           |
| Норма опадів, мм        | 320          | 100          | 220          | 30           | 10           | 10           | 10           | 10           | 10           | 10           | 20           | 160          | 900          |
| Днів з дощем            | 7            | 7            | 7            | 3            | 1            | 1            | 1            | 1            | 1            | 1            | 1            | 9            | 28           |
| Вологість повітря, %    | 72           | 69           | 59           | 51           | 45           | 39           | 37           | 36           | 42           | 47           | 55           | 69           | 52           |
| ----------------------- | ------------ | ------------ | ------------ | ------------ | ------------ | ------------ | ------------ | ------------ | ------------ | ------------ | ------------ | ------------ | ------------ |
| Джерело: Weatherbase    |              |              |              |              |              |              |              |              |              |              |              |              |              |